# Pterocarya macroptera
Pterocarya macroptera là một loài thực vật có hoa trong họ Juglandaceae. Loài này được Batalin miêu tả khoa học đầu tiên năm 1893.